# サンセット物語
『サンセット物語』（サンセットものがたり、Inside Daisy Clover）は、1965年のアメリカ合衆国の映画。出演はナタリー・ウッドなど。

## キャスト
※括弧内は日本語吹替（放送日1982年4月15日『2時のロードショー』他）
- デイジー・クローバー：ナタリー・ウッド（藤田淑子）
- レイモンド・スワン：クリストファー・プラマー（小林修）
- ウェイド・ルイス：ロバート・レッドフォード（井上真樹夫）
- ウォルター・ベイネス：ロディ・マクドウォール
- ルシール・クローバー：ルース・ゴードン
- メローラ・スワン：キャサリン・バード
- 警官：ハロルド・グールド

## スタッフ
- 監督：ロバート・マリガン
- 製作：アラン・J・パクラ
- 原作・脚本：ギャヴィン・ランバート
- 撮影：チャールズ・ラング
- 編集：アーロン・ステル
- 音楽：アンドレ・プレヴィン

## 受賞歴
| 年   | 賞                         | 結果       | 部門                                    | 受賞者                                          |
| ---- | -------------------------- | ---------- | --------------------------------------- | ----------------------------------------------- |
| 1966 | 第38回アカデミー賞         | ノミネート | 衣裳デザイン賞                          | イーディス・ヘッド ビル・トーマス               |
| 1966 | 第38回アカデミー賞         | ノミネート | 美術賞                                  | ロバート・クラットワージー ジョージ・ホプキンズ |
| 1966 | 第38回アカデミー賞         | ノミネート | 助演女優賞                              | ルース・ゴードン                                |
| 1966 | 第24回ゴールデングローブ賞 | ノミネート | 主演女優賞 (ミュージカル・コメディ部門) | ナタリー・ウッド                                |
| 1966 | 第24回ゴールデングローブ賞 | 受賞       | 新人男優賞                              | ロバート・レッドフォード                        |
| 1966 | 第24回ゴールデングローブ賞 | 受賞       | 助演女優賞                              | ルース・ゴードン                                |